# August (pjesma Taylor Swift)
"August" je pjesma američke kantautorice Taylor Swift s njenog osmog studijskog albuma, Folklore (2022.). Pjesmu su producirali Swift, Jack Antonoff i Joe Alwyn. Pjesma je dream pop i gitarska pop balada, s produkcijom koja uključuje soft rock gitare, žice i vokalnu reverberaciju. Novinari smatraju "August" pjesmom s potpisom mjeseca kolovoza, budući da pjesma doživljava oživljavanje na raznim ljestvicama tijekom mjeseca.
Uz pjesme "Cardigan" i "Betty", "August" čini fiktivni ljubavni trokut koji uključuje tri točke gledišta: one Betty, Jamesa i neimenovanog ženskog lika. Pjesma je napisana iz potonje perspektive, oslikavajući njezinu tugu zbog njezine propale ljetne romanse s Jamesom, koji ju je napustio i pomirio se s Betty. Swift je u svom koncertnom dokumentarcu iz 2020. Folklore: The Long Pond Studio Sessions rekla da ona osobno neimenovanog pripovjedača naziva "Augustine" ili "Augusta".
Kritičari su pohvalili instrumentaciju i tekst pjesme, a neki su je odabrali kao istaknutu pjesmu na albumu i vrhunac karijere za Swift. "August" je ušao među 40 najboljih ljestvica singlova u Australiji, Kanadi, Irskoj, Maleziji, Singapuru i Sjedinjenim Državama. U SAD-u je pjesma dosegla 23. mjesto na Billboard Hot 100 i peto mjesto na Billboard Hot Rock & Alternative Songs. Na 63. dodjeli nagrada Grammy 14. ožujka 2021. 

## Pozadina
Taylor Swift i producent Jack Antonoff napisali su i producirali pjesme za Swiftine prethodne studijske albume 1989 (2014), Reputation (2017) i Lover (2019). Ponovno su surađivali na albumu Folklore, koji je Swift iznenada izdala usred pandemije COVID-19 2020. Folklore je objavljen 24. srpnja 2020. putem Republic Recordsa. Swift je napisala ili koautor svih pjesama na albumu, a Swift i Antonoff producirali su šest, uključujući "August". Za pjesmu je Antonoff prvo producirao instrumental i poslao ga Swiftu koji je napisao tekst "na licu mjesta; to je jednostavno bila intuitivna stvar". Kao i kod drugih pjesama folklora, Swift je stvorio "August" na temelju izmišljene priče sa zamišljenim pričama i likovima.

## Zasluge
- Taylor Swift – vokal, tekstopisac, producent
- Jack Antonoff – producent, tekstopisac, snimanje, bubnjevi uživo, udaraljke, programiranje, električna gitara, akustična gitara
- Joe Alwyn – producent
- Evan Smith – saksofoni, flauta, električna gitara, klavijature
- Bobby Hawk – gudači
- Laura Sisk – snimanje
- Mike Williams – snimanje gudačkih instrumenta
- Jon Gautier – snimanje žice
- Jonathan Low – miksanje, sint bas, snimanje sint basa
- Randy Merrill – mastering

## Ljestvice
| Ljestvice              | Najviša pozicija |
| ---------------------- | ---------------- |
| Australija             | 13               |
| Kanada                 | 19               |
| Malezija               | 11               |
| Portugal               | 94               |
| Singapur               | 12               |
| SAD                    | 5                |
| Švedska                | 9                |
| Ujedinjeno Kraljevstvo | 78               |